# Kimisis tis Theotokou (Neo Ireo)

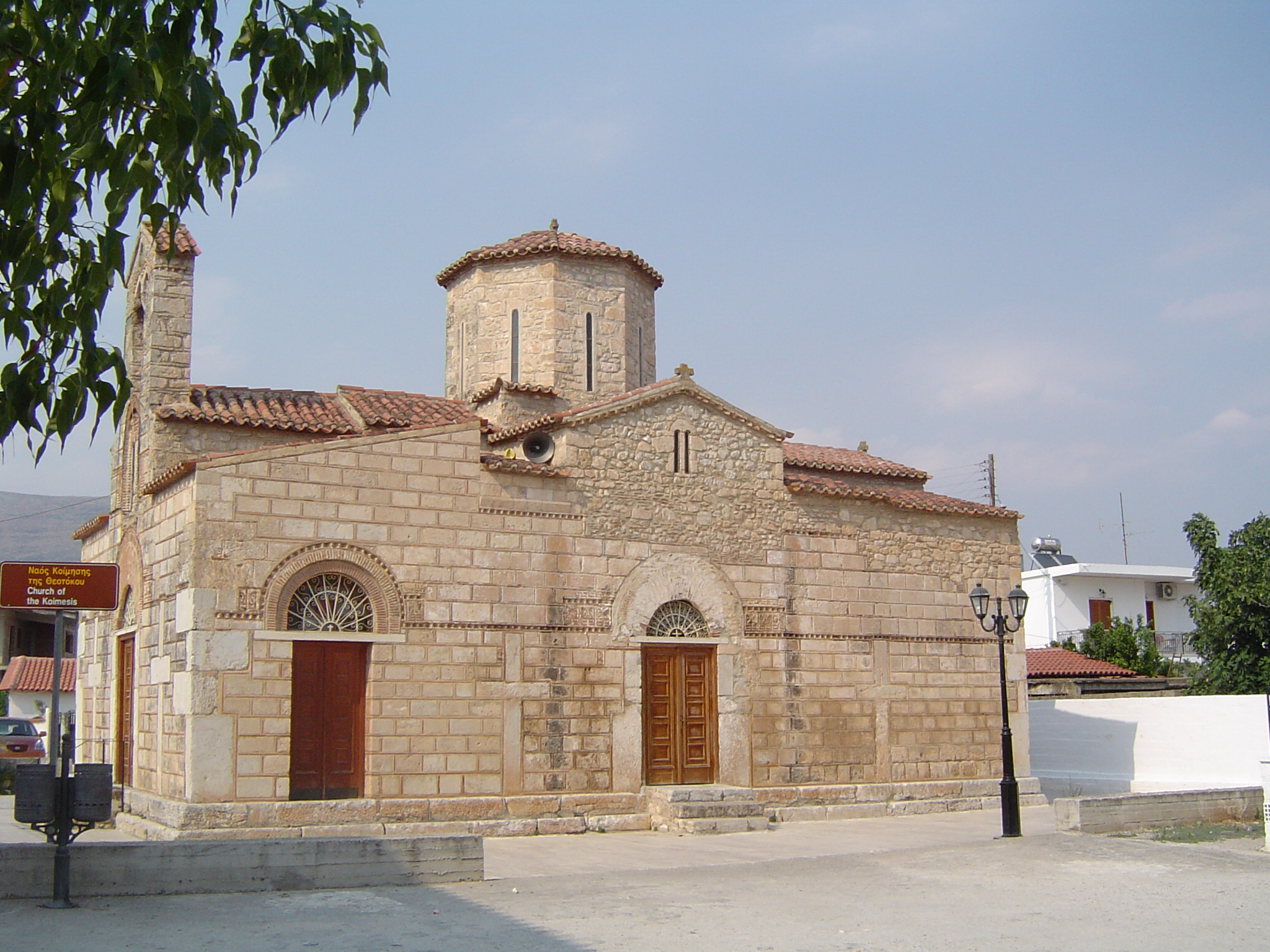
Blick von Süden auf die Kirche Kimisis Theotokou in Neo Ireo

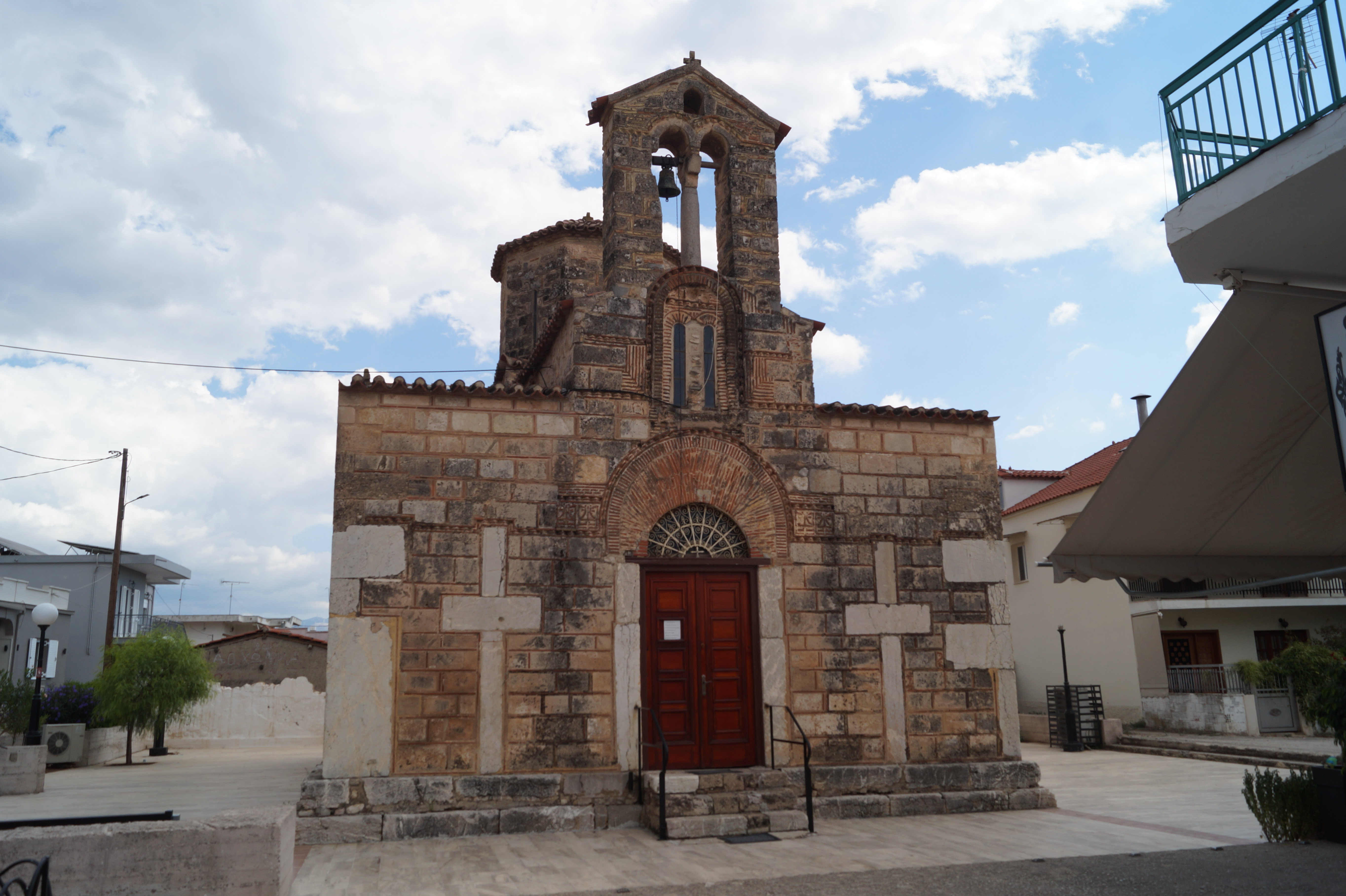
Blick von Westen auf die Kirche Kimisis Theotokou in Neo Ireo

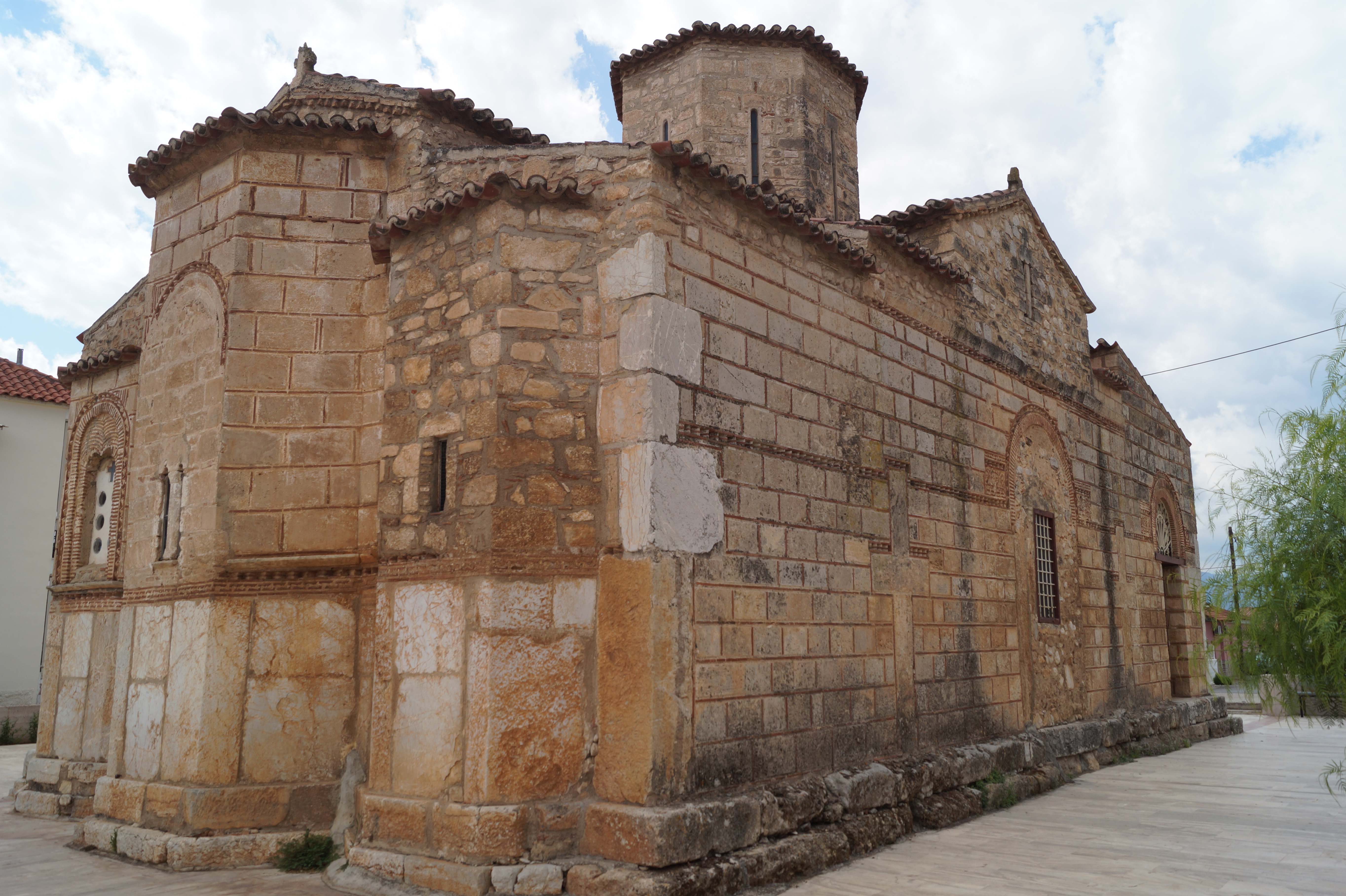
Blick von Nordosten auf die Kirche Kimisis Theotokou in Neo Ireo

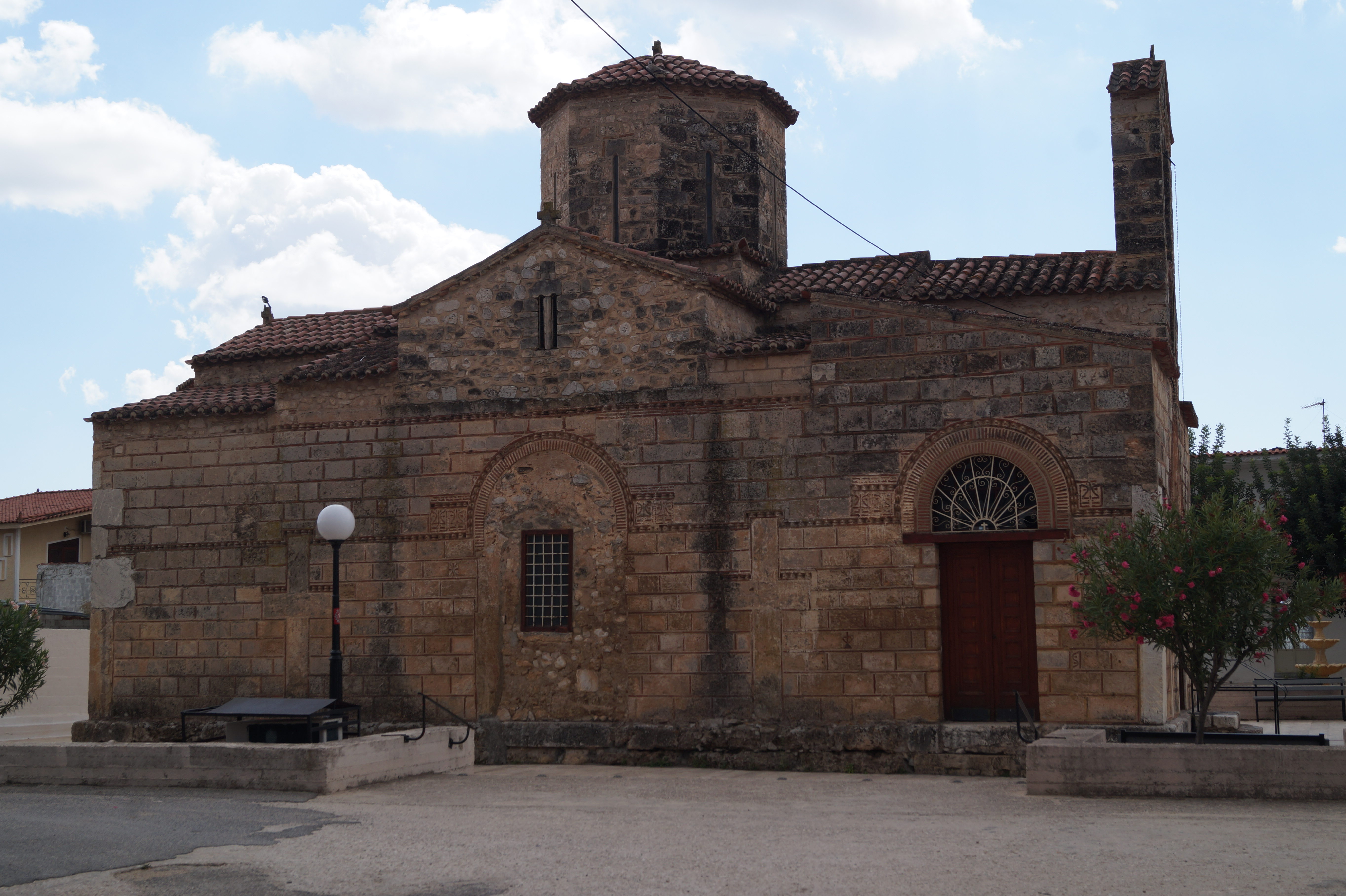
Blick von Norden auf die Kirche Kimisis Theotokou in Neo Ireo

Kimisis tis Theotokou (griechisch Κοιμήσεως της Θεοτόκου ‚Entschlafung der allheiligen Gottesgebärerin‘) oder Panagia von Chonikas (griechisch Παναγία του Χώνικα)  ist eine mittelbyzantinische Viersäulenkirche in Neo Ireo, das bis 1989 Chonikas hieß. Es handelt sich um eine der bedeutendsten byzantinischen Kirchen der Argolis.

## Geschichte
Nach lokaler Überlieferung soll die Kirche Kimisis tis Theotokou einst das Katholikon eines Mönchklosters gewesen sein und der Ort Chonika bildete sich erst später um dieses. Zuvor soll der Ort 800 m nordwestlich gelegen haben. Ein Bruchstück einer Gründungsinschrift, das bei Ausgrabungen aufgefunden wurde, deutet darauf hin, dass während der zweiten Hälfte des 9. oder ersten Hälfte des 10. Jahrhunderts bereits ein früherer Kirchenbau an der Stelle der heutigen Kirche errichtet wurde. Hierbei handelt es sich um ein Architekturfragment aus Marmor mit einem Bittgebet an die Jungfrau Maria. In der untersten Zeile ist nur noch die Endung ros (griechisch ΡΟΣ) zu lesen. Nach einer Hypothese von Demetrios Athanasoulis könnte man dies zu Petros (griechisch ΠΕΤΡΟΣ) ergänzen und könnte so den Bischof von Argos Agios Petros, der im 10. Jahrhundert wirkte, mit der Gründung der Kirche in Verbindung bringen.
Im 12. Jahrhundert während der spätkomnenischen Zeit erlebte der Ort eine erste Blüte. Zu dieser Zeit wurde im ersten Viertel des 12. Jahrhunderts auch die heutige Kirche errichtet. Auch unter fränkischer Herrschaft (1212–1388) prosperierte die Argolis. Die Pest im Jahre 1347 und zahlreiche Konflikte in den folgenden Jahren führten schließlich gegen Ende dieser Periode zum Niedergang der Region. Während der Ersten Venezianischen Herrschaft (1388–1463) und der Ersten Osmanischen Herrschaft (1463–1686) wurde Chonika ganz oder größtenteils verlassen. Erst mit der Zweiten Venezianischen Herrschaft (1686–1715) und der Zweiten Osmanischen Herrschaft (1715–1821) kam es wieder zu einem Aufschwung. Zum Beginn dieser Zeit wurde sehr wahrscheinlich auch die Kirche, die zum Teil verfallen war, restauriert. Es wurden die nördliche Tür zum Hauptraum und die südliche Tür zum Narthex zugemauert. Das Dach und die Kuppel mussten erneuert werden und ein Glockenturm wurde über dem westlichen Eingang errichtet. Das dreigeteilte Fenster der mittleren Apsis wurde zugemauert und durch zwei schmale Schlitze ersetzt. Auch die nördliche Apsis, die erneuert werden musste, erhielt statt einem zweigeteilten nur ein schmales Fenster. 1696 wurde die Kirche als Agia Panagia (griechisch Αγήα Παναγήα = Heilige Jungfrau) erstmals urkundlich erwähnt. Sie diente nun nicht mehr als Katholikon, sondern als Pfarrkirche von Chonikas.
Die Kirche wurde am 19. April 1921 zu einem geschützten byzantinischen Denkmal erklärt. Um 1925 wurde der Innenraum mit den Fresken, die heute noch zu sehen sind, ausgeschmückt. Um den ursprünglichen Zustand der Kirche teilweise wiederherzustellen, führte die Archäologische Gesellschaft unter Leitung von Efstathios Stika von 1959 bis 1963 Renovierungsarbeiten durch. Hierbei wurde 1960 auch die südliche Tür zum Narthex wiederhergestellt und 1963 das Dach des Narthex wieder in seine ursprüngliche Form gebracht. Durch ein Erdbeben wurden die Mauern der Kirche beschädigt und das Dach undicht, deshalb führte man ab 1988 Renovierungsarbeiten durch. Zunächst wurde durch umfangreiche Maßnahmen das Dach wieder abgedichtet.

## Beschreibung
Die Kirche steht auf dem zentralen Platz von Neo Ireo. Es handelt sich um eine komponierte Viersäulenkirche mit einer achteckigen Kuppel. Sie steht auf einer antiken dreistufigen Marmorkrepis von 15,30 × 8,80 m. Der Bau ist nach Osten ausgerichtet und hat an der Ostseite drei dreiseitige Apsiden. Die Kirche wurde in Cloisonné-Mauerwerk errichtet. Die Ecken, die Türeinfassungen und der untere Teil der Apsiden wurden aus antiken Marmorquadern (Spolien) errichtet. Als Schmuckelemente aus Ziegelsteinen verfügt sie über Zahnschnittleisten, verzierte Bögen über den Türen und Fenstern und neben den Türen über pseudokufische Schrift. Die Tür an der Westfront wird von zwei 2,55 m hohen Kreuzen aus Marmorplatten flankiert. Auch an der Nord- und Südseite gibt es jeweils zwei 2,30 m hohe Marmorkreuze. Über dem Westeingang gibt es ein zweigeteiltes Fenster und den später hinzugefügten Glockenturm. Die Reparaturarbeiten im oberen Bereich, die vermutlich während des 17. Jahrhunderts ausgeführt wurden, sind leicht zu erkennen, da sie nicht in Cloisonné-Mauerwerk, sondern unter Verwendung von kleinen unregelmäßigen Steinen ausgeführt wurden. An der südlichen Außenwand ist eine Sonnenuhr in einen Marmorblock geritzt. Außerdem gibt es zwei Inschriften, die von Sonnenfinsternissen berichten. Sie lauten: Im (20.) März 1661 jul.  (30. März 1661 greg.) war die Sonne verloren und Am 2. Juni 1760 jul. (13. Juni 1760 greg.) geriet die Sonne außer Sicht.
Der 2,84 m tiefe Narthex hat neben dem Eingang im Westen jeweils einen Eingang im Norden und Süden. Drei überwölbte Durchgänge führen vom Narthex in den Hauptraum. Vier unkannelierte Säulen mit vierseitigen Kapitellen mit floralen Mustern tragen die Kuppel. Sie werden in den Anfang des 12. Jahrhunderts datiert. In der mittleren Apsisnische, die doppelt so breit ist wie die äußeren, befindet sich der Altarraum, in der nördlichen die Prothesis und in der südlichen das Diakonikon. An den Wänden fand man Reste von Fresken aus dem 17. Jahrhundert.
Bei Ausgrabungen fand man zwei Kistengräber in einem kleineren rechteckigen Gebäude, das nördlich an die Kirche anschloss. Man fand noch die Grundmauern von weiteren Gebäuden, die möglicherweise zu einem Kloster gehörten. Die ältesten Keramiken, die man fand, datierten ins 10. Jahrhundert. Die meisten mittelalterlichen Scherben stammten aus dem 12. Jahrhundert. Für den Zeitraum vom Ende des 14. Jahrhunderts bis Mitte des 17. Jahrhunderts fand man sehr wenige Scherben. Die Fundzunahme für die folgende Zeit zeigt, dass die Besiedelung damals wieder zunahm.
Man geht davon aus, dass die Kirche als Vorbild für den Bau des Katholikons des Klosters Agia Moni und der Kimisis tis Theotokou in Agia Triada diente. Nach der Überlieferung soll die Kirche von Agia Triada von einem Schüler des Erbauers der Kirche von Chonikas erbaut worden sein. Als der Lehrer die Kirche seines Schülers sah, die viel schöner war als eine eigene, soll er verrückt geworden und vor Kummer gestorben sein.